# Friedrich Adolf Trendelenburg
Pour les articles homonymes, voir Trendelenburg.
Friedrich Adolf Trendelenburg, né le 30 novembre 1802 à Eutin, près de Lübeck, et mort le 24 janvier 1872 à Berlin , est un philosophe et philologue allemand.

## Sa jeunesse
Friedrich Adolf Trendelenburg est issu d'une famille d'universitaires très ramifiée, surtout dans le Mecklembourg et la Poméranie-Occidentale, dont les origines remontent à l'époque de la Réforme. Il est l'arrière-petit-fils du théologien protestant et surintendant Theodor Trendelenburg (de), qui joue un rôle central dans l'histoire de l'Église du Mecklembourg-Strelitz en tant qu'ancêtre de nombreuses familles de pasteurs, et un petit-fils du médecin de Lübeck Karl Ludwig Friedrich Trendelenburg (de).
Trendelenburg est le fils du commissaire de poste Friedrich Wilhelm Trendelenburg et de son épouse Susanna Katharina née Schroeter, fille d'un pasteur de Ratekau. Il étudie au lycée d'Eutin (de), dont le recteur est le kantien Georg Ludwig König (de), auquel Trendelenburg consacrera plus tard sa thèse.
Il étudia aux universités de Kiel, Leipzig et Berlin. Il fut de plus en plus attiré par l'étude de Platon et Aristote, et sa dissertation de doctorat (1826) fut une tentative d'atteindre à travers les critiques d'Aristote une connaissance plus précise de la philosophie platonicienne (Platonis de ideis et numeris doctrina ex Aristotele illustrate).
Il déclina la proposition d'une chaire classique à Kiel, et accepta un poste de tuteur de l'enfant d'un ami intime d'Altenstein, le ministre prussien de l'éducation. Il garda ce poste pendant sept ans (1826-1833), occupant son temps libre à la préparation d'une édition critique du traité d'Aristote, De l'Âme (1833, 2e éd., C. Belger, 1877). En 1833, Altenstein nomma Trendelenburg professeur extraordinaire à Berlin, et quatre ans plus tard il fut promu au professorat ordinaire.

## Son enseignement
Pendant près de quarante ans, temps pendant lequel il eut à examiner en philosophie et en pédagogie tous les candidats pour la profession scolaire en Prusse, il fut un professeur brillant et remarqué. En 1865, il fut impliqué dans une controverse virulente à propos de l'interprétation de la doctrine kantienne et spinozienne de l'espace avec Kuno Fischer, qu'il attaqua dans Kuno Fischer und sein Kant (1869), lequel répliqua dans Anti-Trendelenburg (1870).
Il mourut à l'âge de 69 ans. Son fils, Friedrich Trendelenburg, fut un grand chirurgien. Plusieurs techniques et problèmes médicaux portent son nom.

## Ses œuvres
- Elementa Logices Aristotelicae (1836 ; 9e éd., 1892 ; trad. ang., 1881), une sélection de passages de l'Organon avec traduction latine et notes, contenant l'essentiel de la doctrine logique d'Aristote, augmenté de Erlauterungen zu den Elementen der Aristotelischen Logik (1842 ; 3e éd. 1876).
- Logische Untersuchungen (1840 ; 3e éd. 1870), et Die logische Frage in Hegels System (1843), facteur important de la réaction contre Hegel.
- Historische Beitrage zur Philosophie (1846–1867), en trois volumes, dont le premier (Geschichte der Kategorienlehre, réimp.: Hildesheim, Olms, 1979) contient une histoire de la doctrine des Catégories.
- Des Naturrecht aufdem Grunde der Ethik (1860). traité sur le droit naturel et le fondamente de l'éthique.
- Lücken im Völkerrecht (1870), un traité sur les défauts du droit international, à l'occasion de la guerre de 1870.
- Kleine Schriften (1871), papiers qui traitent de choses non-philosophiques, notamment de sujets nationaux et éducatifs.